# 中本克樹
中本 克樹（なかもと かつき、1962年9月18日 - ）は、愛知県東海市出身の元アナウンサー。血液型B型。

## 来歴
愛知大学法経学部法学科在学時には学外のタレント養成所に通ったり、ラジオ局でアナウンサーのアルバイトをしたりしていたという。
大学卒業から1年後に、岡山放送へ報道担当のアナウンサーとして入社。入社後に業務の一環でスポーツ中継を担当したことをきっかけに、スポーツ実況の面白さに目覚めたという。しかし、当時プロのスポーツチームを擁していなかった岡山県では実況の機会に恵まれなかったため、アナウンサー経験者を募集していたテレビ愛知へ移籍した。
テレビ愛知への移籍後は、スポーツアナウンサーとしても活動。部長職に就いてからも、スポーツ中継で実況やベンチリポートを担当することがあった。2009年5月12日に中継した中日-ヤクルト戦（長良川）ではプロ野球史上4人目となる通算200セーブを達成した岩瀬仁紀の試合後のヒーローインタビューを担当したが、中日主催の地方球場の試合では通常ヒーローインタビューは行われないため、プロ野球記録達成という特別事情から中本によるインタビューが行われた。2016年6月末まで、テレビ愛知報道制作局アナウンス部の部長を務めていた。

## 過去の担当番組
- 5時ですテレビ愛知ニュース（メインキャスター）
- どらぐら（深夜時代、ナレーター）
- けいりん展望
- KEIBAワンダーランド（パドック実況担当）
- ニュース&ワイド マイユウ! （「マイユウ!MARKET」担当）
- 地デジ夏祭り2006 全部見せます!ナゴヤのテレビ “過去” “現在” そして “未来”
- Second Call （水曜・木曜・金曜サブキャスター）
- 速ホゥ! テレビ愛知ローカルパート（「マイユウ!MARKET」担当）
- NEWS FINE アイ（リポーター）
- 3時のつボッ! （不定期出演）
- NEWS FINE テレビ愛知ローカルパート（キャスター）
- NEWSアンサー テレビ愛知ローカルパート（キャスター）
- テレビ愛知 10チャンナイター（実況・ベンチリポート担当）
- TOSHIN GOLF TOURNAMENT （実況担当）

### 特別出演
- 10と愛知て（エフエム愛知製作番組、2012年2月 - 2012年3月、天の声役） - パーソナリティの名越涼子とともにテレビ愛知からの出張という形で出演。

## 主な実況歴
- 中日新聞杯（1997年）
- 中京記念（1998年）
- CBC賞（1996年、1997年）